# Aqueduc du Delaware

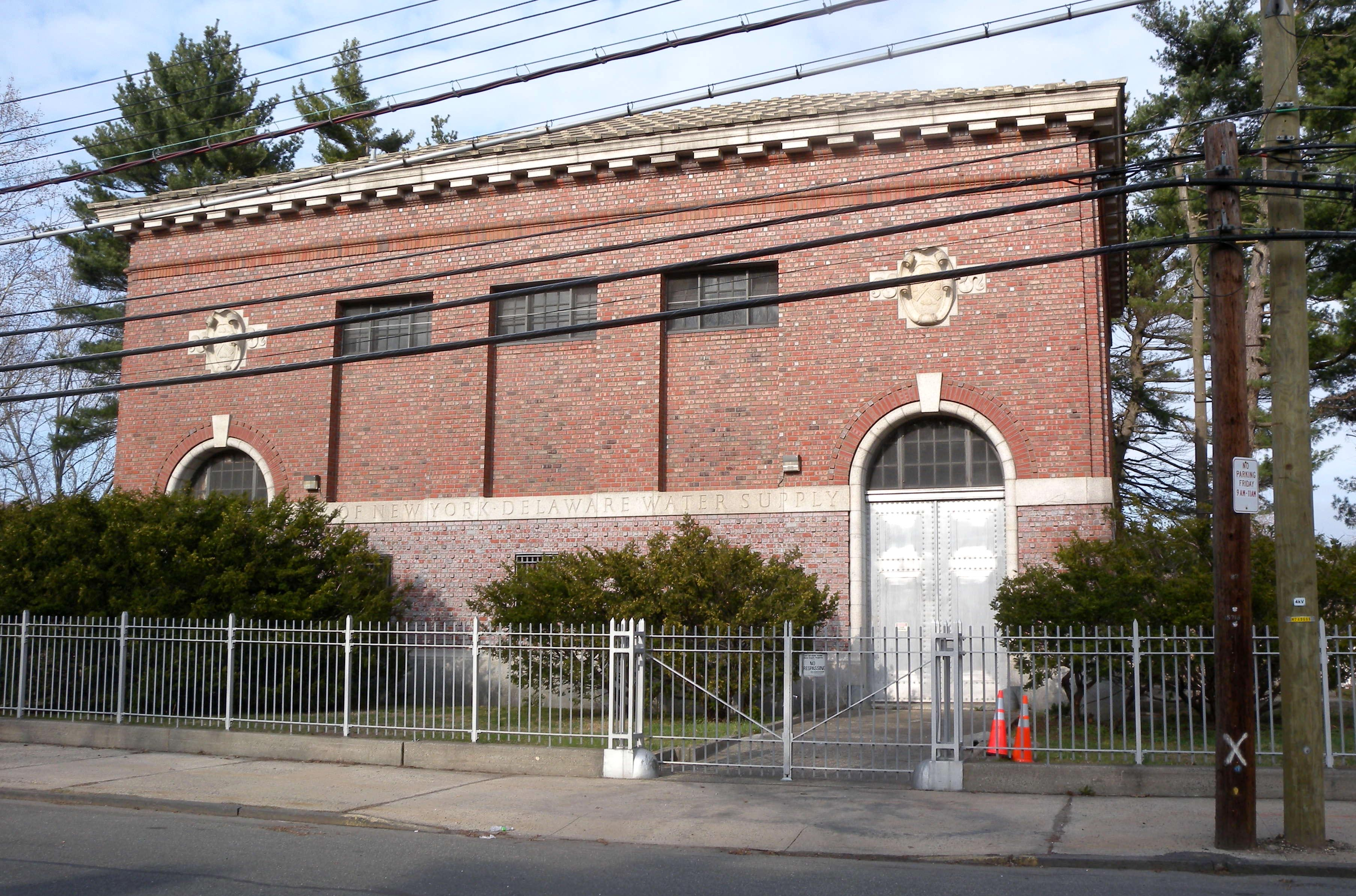
Immeuble faisant partie de l'aqueduc du Delaware à Yonkers.

L’aqueduc du Delaware est le plus moderne des aqueducs de New York. Il puise de l'eau au Rondout Reservoir, au West Branch Reservoir et au Kensico Reservoir. L'eau est déversée au Hillview Reservoir à Yonkers, État de New York.
L'aqueduc a été construit entre 1939 et 1945. En 2010, il répond à environ la moitié de la consommation en eau de New York, qui s'établit à environ 1,3 milliard de gallons US par jour (4,9 millions de m3). Il perd environ 36 millions de gallons US par jour (140 000 m3).
D'une longueur de 137 km et d'un diamètre de 4,1 m, l'aqueduc du Delaware est le plus long tunnel souterrain en continu au monde.

## Fuites
Depuis la fin des années 1980, le New York Department of Environmental Protection surveille deux fuites de l'aqueduc qui laissent écouler entre 10 et 36 millions de gallons US par jour. Elles ont provoqué plusieurs problèmes, dont des inondations et des contaminations de l'eau potable, particulièrement pour les habitants de Wawarsing, dans l'État de New York.